# William Lipscomb
William Nunn Lipscomb, Jr (Cleveland, EUA 1919 - Cambridge, EUA 2011) fou un químic i professor universitari estatunidenc guardonat amb el Premi Nobel de Química l'any 1976.

## Biografia
Va néixer el 9 de desembre de 1919 a la ciutat de Cleveland, situada a l'estat nord-americà d'Ohio. Va estudiar a la Universitat de Kentucky i es va doctorar a l'Institut Tecnològic de Califòrnia l'any 1946. Va ser professor de química inorgànica a la Universitat de Minnesota i d'aquesta mateixa disciplina la de Harvard des de 1959.
Va morir el 14 d'abril de 2011 a Cambridge, Massachusetts.

## Recerca científica
Especialista en química experimental i teòrica, així com en bioquímica, Lipscomb ha utilitzat tècniques de difracció de raigs X en l'estudi dels enzims de la concavalina i el glucagó entre d'altres. Així mateix ha estudiat els hidrurs de bor o borani, desenvolupant una teoria dels enllaços interatòmics que explica l'estructura polièdrica d'aquests compostos químics.
L'any 1976 fou guardonat amb el Premi Nobel de Química pels seus treballs sobre l'estructura del borani.